# Marta Sokołowska
Marta Sokołowska – dramatopisarka, dramaturżka, prozaiczka, scenarzystka i reżyserka filmu dokumentalnego

## Życiorys

### Edukacja
Absolwentka psychologii oraz studiów podyplomowych „Gender Studies” (UW). Studiowała w Laboratorium Dramatu w Warszawie (2009-2010)..

### Teatr
Autorka kilkunastu tekstów dramatów i słuchowisk, m.in. „Kamionna. Opowieści rodzinne”, „Reykjavik ‘74”, „Holzwege”. Jej teksty były wystawiane m.in. w Teatrze im. Wilama Horzycy w Toruniu, Teatrze Studio w Warszawie. Spektakl „Holzwege” w reż. Katarzyny Kalwat wygrał Konkurs na Wystawienie Polskiej Sztuki Współczesnej; ten sam tekst został zekranizowany w cyklu Teatroteka WFDiF przez Tomasza Cyza.

### Nagrody
Laureatka Nagrody Kraków Miasto Literatury UNESCO, projektu wydawniczego Biura Literackiego „Pierwsza książka prozą” w ramach festiwalu Stacja Literatura oraz konkursu „Dramat!” organizowanego przez Dwutygodnik i Teatr IMKA. Trzykrotna stypendystka Ministerstwa Kultury i Dziedzictwa Narodowego, dwukrotna finalistka konkursu poświęconego polskiej dramaturgii współczesnej „Metafory Rzeczywistości”, półfinalistka Gdyńskiej Nagrody Dramaturgicznej.